# Mistrzostwa NCAA Division I w Zapasach w 1955
Mistrzostwa NCAA Division I w zapasach rozgrywane były w Ithace w marcu 1955 roku. Zawody odbyły się w Barton Hall, na terenie Uniwersytetu Cornella.
- Outstanding Wrestler – Edward Eichelberger

## Wyniki

### Drużynowo
| Kolejność | Szkoła                        | Zespół        |
| --------- | ----------------------------- | ------------- |
| 1.        | Oklahoma State University     | Cowboys       |
| 2.        | Pennsylvania State University | Nittany Lions |
| 3.        | University of Pittsburgh      | Panthers      |
| 4.        | University of Oklahoma        | Sooners       |

### All American

#### 115 lb
| Lp. | Zawodnik         | Szkoła         |
| --- | ---------------- | -------------- |
| 1.  | Terry McCann     | Iowa           |
| 2.  | Dave Bowlin      | Oklahoma State |
| 3.  | Edward Amerantes | Springfield    |
| 4.  | Robert Perry     | West Virginia  |

#### 123 lb
| Lp. | Zawodnik      | Szkoła        |
| --- | ------------- | ------------- |
| 1.  | Ed Peery      | Pittsburgh    |
| 2.  | Lewis Guidi   | West Virginia |
| 3.  | Richard Meeks | Illinois      |
| 4.  | Daniel Deppe  | Michigan      |

#### 130 lb
| Lp. | Zawodnik       | Szkoła         |
| --- | -------------- | -------------- |
| 1.  | Myron Roderick | Oklahoma State |
| 2.  | Bobby Lyons    | Oklahoma       |
| 3.  | Linn Long      | Colorado       |
| 4.  | Ron Day        | Colorado State |

#### 137 lb
| Lp. | Zawodnik        | Szkoła         |
| --- | --------------- | -------------- |
| 1.  | Larry Fornicola | Penn State     |
| 2.  | Andrew Kaul     | Michigan       |
| 3.  | Jim Sinadinos   | Michigan State |
| 4.  | William Simmons | Temple         |

#### 147 lb
| Lp. | Zawodnik           | Szkoła         |
| --- | ------------------ | -------------- |
| 1.  | Eddie Eichelberger | Lehigh         |
| 2.  | Lloyd Corwin       | Cornell Iowa   |
| 3.  | Douglas Blubaugh   | Oklahoma State |
| 4.  | George Mulligan    | Rutgers        |

#### 157 lb
| Lp. | Zawodnik       | Szkoła        |
| --- | -------------- | ------------- |
| 1.  | Bill Weick     | Northern Iowa |
| 2.  | Mike Rodriguez | Michigan      |
| 3.  | Ed DeWitt      | Pittsburgh    |
| 4.  | Ed Rooney      | Syracuse      |

#### 167 lb
| Lp. | Zawodnik      | Szkoła         |
| --- | ------------- | -------------- |
| 1.  | Fred Davis    | Oklahoma State |
| 2.  | Larry TenPass | Illinois       |
| 3.  | Joe Gattuso   | Navy           |
| 4.  | Joe Solomon   | Pittsburgh     |

#### 177 lb
| Lp. | Zawodnik        | Szkoła     |
| --- | --------------- | ---------- |
| 1.  | Danny Hodge     | Oklahoma   |
| 2.  | Joe Krufka      | Penn State |
| 3.  | Frank Rosenmayr | Colorado   |
| 4.  | Don Wem         | Toledo     |

#### 191 lb
| Lp. | Zawodnik        | Szkoła        |
| --- | --------------- | ------------- |
| 1.  | Pete Blair      | Navy          |
| 2.  | Ken Leuer       | Iowa          |
| 3.  | Richard Anthony | Indiana       |
| 4.  | Gus Gatto       | Northern Iowa |

#### Open
| Lp. | Zawodnik       | Szkoła         |
| --- | -------------- | -------------- |
| 1.  | Bill Oberly    | Penn State     |
| 2.  | Werner Seel    | Lehigh         |
| 3.  | Bob Konovsky   | Wisconsin      |
| 4.  | Willis Holland | Colorado State |